# HD 202923
HD 202923，又名BD+53 2588，SAO 33281、HR 8147，是一颗恒星，视星等为6.13，位于銀經94.64，銀緯3.35，其B1900.0坐标为赤經21h 13m 54.3s，赤緯+53° 3.35′ 38″。